# Eremiaphila denticollis
Eremiaphila denticollis è una specie di mantide religiosa appartenente al genere Eremiaphila.